# Tatra T6B5
Der T6B5 ist eine Triebwagen-Baureihe des tschechischen Herstellers ČKD Tatra für Straßenbahnen. Die Fahrzeuge, die ab Mitte der 1980er Jahre konstruiert wurden, verkehren vor allem bei Straßenbahnbetrieben in der ehemaligen Sowjetunion, wo sie unter der Bezeichnung T3M verkehren. Der T6B5 war der erste Typ der Serie T6.
Außer den zwei Prototypen, die dann später für Moskau auf russische Breitspur umgespurt wurden, wurden nur die Wagen für Pjöngjang und Sofia normalspurig geliefert.

## Typen

### T6B5-Prototypen
1983 wurden die ersten beiden Prototypen mit den Nummern 0016 und 0017 in der tschechoslowakischen Hauptstadt Prag erprobt. Die Fahrzeuge wurden aus der Vorgängerbaureihe T5 entwickelt und erhielten von Beginn an eine Thyristorsteuerung. Nach erfolgreicher Erprobung kamen die beiden Wagen zur Straßenbahn Moskau, wo sie seit 1984 unter den Nummern 0001 und 0002 unterwegs sind. Die Prototypen unterschieden sich von den Serienwagen durch die nur im oberen Teil verglasten Falttüren.
Die Serienproduktion wurde 1985 aufgenommen.

### T3M
Insgesamt 1037 Wagen des Typs T6B5 gelangten in die ehemalige UdSSR, 23 Fahrzeuge wurden vor Ort in den JuMS-Werken in Dnepropetrowsk unter Tatra-Lizenz hergestellt. Bis dahin eine Ausnahme, denn selbst die in über 10 000 Exemplaren vertretenen T3 stammten ausnahmslos aus den Prager Werken von ČKD Tatra. Zur Unterscheidung erhielten sie die Bezeichnung T3M-Jug, während die ursprünglich tschechischen Wagen als T3M bezeichnet werden.
Die Wagen für Riga hatten als Besonderheit Stangenstromabnehmer.

### T6B5B
Mit der beginnenden Umspurung des Straßenbahnnetzes in Sofia begannen die Verkehrsbetriebe in der bulgarischen Hauptstadt zunächst, eigene Fahrzeuge zu bauen. Nachdem diese jedoch nicht den gewünschten Anforderungen entsprachen, wandte man sich an ČKD Tatra, die mit der Auslieferung von 37 als T6B5B (für Bulgarien) bezeichneten Fahrzeugen begann. Sowohl äußerlich als auch technisch unterscheiden sich diese nicht von den Wagen für sowjetische Betriebe. Die Züge werden hauptsächlich auf der Linie 20 eingesetzt.

### T6B5K
Weitere Fahrzeuge wurden 1991 in die nordkoreanische Hauptstadt geliefert. Nach den 45 gelieferten Wagen des Typs KT8D5 (bereits 1990 ausgeliefert) kamen 129 Wagen des T6B5K nach Pjöngjang. Dort werden sie meist in Doppeltraktion eingesetzt.